# Acuerdo Chiari-Kennedy
El problema de la soberanía de Panamá es sobre el área del Canal de Panamá, era sumamente complicado y profundo por la actitud negativa y agresiva de los residentes en la zona del Canal, que se oponían a la izada de la Bandera Nacional en esa región del país. A pesar de que, desde 1960 en  el gobierno de los Estados Unidos había reconocido la soberanía titular de Panamá. y autorizaba a izar nuestra bandera en el triángulo Shaler.
En la administración del gobierno del Presidente Roberto F. Chiari se logró el 13 de junio de 1962, en  que el presidente de los Estados Unidos John F. Kennedy redactara un comunicado conjunto, para que Panamá izara su bandera en la Zona del Canal. En 1963, se acordó que en 17 lugares de la Zona del Canal se izasen conjuntamente la bandera de los Estados Unidos y la bandera panameña.
- Datos: Q5657084